# Stazione di Giurdignano
Stazione di Giurdignano vasútállomás Olaszországban, Puglia régióban, Giurdignano településen.

## Vasútvonalak
Az állomást az alábbi vasútvonalak érintik:
- Maglie–Otranto-vasútvonal

## Kapcsolódó állomások
A vasútállomáshoz az alábbi állomások vannak a legközelebb: 
- Stazione di Otranto
- Stazione di Cannole